# Ongal Peak
Ongal Peak är en bergstopp i bergskedjan Tangra Mountains i Antarktis. Den ligger i Sydshetlandsöarna. Argentina, Chile och Storbritannien gör anspråk på området. Toppen på Ongal Peak är 1 149 meter över havet.
Terrängen runt Ongal Peak är varierad. Närmaste befolkade plats är forskningsstationen St. Kliment Ohridski, 12,2 km väster om Ongal Peak. 
Berget är uppkallat efter den historiska regionen Ongal i det första bulgariska riket.